# Храм Иерусалимской иконы Божией Матери за Покровской заставой
Храм Иерусалимской иконы Божией Матери за Покровской заставой — православный храм в Таганском районе Москвы.

## История
Церковь была построена по проекту архитектора Сергея Воскресенского в 1912 году по соседству с городскими скотобойнями и деревней Дубровка. Деньги на строительство жертвовали верующие. Храм был построен в русском стиле, в плане здание состоит из мощного прямоугольного четверика и примыкающих к нему с восточной стороны трёх больших полукруглых апсид. Церковь была увенчана восьмериком с высоким изящным шатром и являлась доминантой в данной местности. В боковых апсидах располагались приделы. В северном — святых Косьмы и Дамиана (освящён в 1912 году), в южном — Георгия Победоносца и Андрея Боголюбского (освящён в 1914 году). Главный престол церкви освящён в 1915 году. Резной позолоченный иконостас состоял из трёх ярусов, его автором являлся П. А. Сизов. Иконы были написаны В. П. Гурьяновым.
В 1917 году (по другим данным в 1935) церковь была закрыта, а в здании размещена фабрика. Декор фасадов был уничтожен, прорублены новые окна, внутренний объём разделён на этажи. Лишь сохранившееся на фасадах разделение стен широкими пилястрами указывало на расположение внутренних столбов. В середине 1950-х годов бывшую церковь занял оборонный завод «Электрон». Последней организацией, размещавшейся здесь до возвращения храма Русской православной церкви, был банк «Югорский».
В 1996 году при церкви было открыто Патриаршее подворье. Только в 1999 году после банкротства банка в храме были восстановлены богослужения. С 2006 года храм является также подворьем Крестовоздвиженского Иерусалимского женского ставропигиального монастыря. В настоящее время церковь является действующей, ведутся работы по восстановлению здания.

## Воскресная школа
При храме действует воскресная школа для детей. Занятия проходят с сентября по май, по субботам после утреннего богослужения.

## Духовенство
- Настоятельница подворья — игумения Екатерина (Чайникова).
- Иерей Георгий Дехтярев
- Иерей Вадим Бондаренко.